# پایگاه هوایی کارشی خان‌آباد
پایگاه هوایی کارشی خان‌آباد (به انگلیسی: Karshi-Khanabad Air Base) یک فرودگاه نظامی با کد یاتا KSQ است که یک باند فرود بتن دارد و طول باند آن ۲۴۹۸ متر است. این فرودگاه در شهر نخشب کشور ازبکستان قرار دارد و در ارتفاع ۴۱۶ متری از سطح دریا واقع شده‌است.